# Nicolas Charbonneau
Nicolas Charbonneau est journaliste et dirigeant de médias français né le 26 décembre 1967 à Chablis (Yonne). Il est actuellement directeur des rédactions du Parisien/Aujourd'hui en France.
Il est administrateur et vice-président du Press Club de France.

## Biographie
Diplômé de sociologie de la communication et sociologie politique à l'université Paris-IV-Sorbonne, Nicolas Charbonneau devient grand-reporter à Europe 1, présentateur de journaux radio et TV, rédacteur en chef de plusieurs médias dont Le Parisien et directeur adjoint de l'Information du groupe TF1.
Il est nommé directeur délégué des rédactions du Parisien/Aujourd’hui en France en août 2017. Il est nommé directeur des rédactions en septembre 2022.

### Radio
Pendant plus de 15 ans, il couvre pour la station de radio Europe 1 des événements internationaux comme le génocide au Rwanda, la reprise des essais nucléaires en Polynésie, la guerre du Kosovo, la famine en Éthiopie, la mort de Pinochet au Chili, l'après-Mandela en Afrique du Sud, la prise d'otages de Jolo...
Il présente ensuite les journaux du matin sur Europe 1 jusqu'en septembre 2007.

### Presse écrite
En septembre 2007, il quitte Europe 1 pour présenter la tranche 22 h - minuit sur la chaîne d'information en continu i>Télé, puis Nicolas Charbonneau est nommé rédacteur en chef de i>Télé par Thierry Thuillier,.
En avril 2009, il est appelé par Marie-Odile Amaury, présidente du groupe Amaury et Noël Couëdel alors directeur éditorial pour devenir rédacteur en chef du quotidien Le Parisien/Aujourd'hui en France.
En août 2017, il revient au Parisien/Aujourd'hui en France comme directeur délégué des rédactions. En septembre 2022 il devient directeur des redactions.
Selon La Lettre A, « sa reprise en main musclée du quotidien et ses éditoriaux ont toutefois suscité la fronde d'une partie de la rédaction, qui redoute une inflexion de la ligne vers le credo du journalisme d'opinion. » La Société des journalistes (SDJ) du Parisien a notamment émis en mars 2023 un communiqué critiquant l'engagement du journal en faveur de la réforme des retraites du gouvernement.

### Télévision
Dès 2001, avec Jérôme Bellay (alors président d'Europe 1) et Yves Calvi, Nicolas Charbonneau est l'un des fondateurs de l'émission C dans l'air sur France 5.
En juin 2012, Nonce Paolini, président de TF1, et Catherine Nayl, directrice générale déléguée à l'Information le nomment directeur adjoint de l'Information de TF1.
De janvier 2016 à la rentrée 2016, il est également directeur général de LCI, la Chaîne d'Information du groupe TF1.

## Récompenses et distinctions
- 1998, lauréat du prix international des correspondants de guerre, prix Bayeux (catégorie « radio »)[8]
- 1998, lauréat du prix de la Fondation Varenne.
- 2008, il est nommé chevalier du Tastevin [pertinence contestée]
- vice-président du Press Club de France

## Publications
- Nicolas Charbonneau et Sophie Sachnine, Vos enfants sont formidables, Albin Michel, 2019
- Nicolas Charbonneau et Laurent Guimier, Le Roman des maisons closes, éditions du Rocher, 2010, édition de poche, Litos, 2025
- Nicolas Charbonneau, Le Roman de Saint-Tropez, éditions du Rocher, 2009
- Nicolas Charbonneau et Laurent Guimier, La Ve République pour les nuls, First éditions, 2008
- Nicolas Charbonneau et Laurent Guimier, Le Roi est mort ? Vive le Roi, éditions Michalon, 2006
- Nicolas Charbonneau et Laurent Guimier, Génération 69, éditions Michalon, 2005
- Nicolas Charbonneau et Laurent Guimier, Docteur Jack et Mister Lang, éditions Le Cherche Midi, 2004
- Nicolas Charbonneau, Deux ou trois fois rien, éditions Le Cherche midi, 2002

## Réalisations de documentaires
- Le Charles de Gaulle, Deux mois à bord pendant la guerre contre l'Afghanistan, France 5, 2002
- Les magiciens de la lumière, Éclairer des villes, des monuments...de Paris à Shanghai, France 5, 2003
- Les cigognes veillent sur nous, Du PC enterré de Taverny...aux interventions des Mirage 2000, France 5, 2004